# 三菱京都病院
三菱京都病院(みつびしきょうとびょういん）は、京都府京都市西京区にある医療機関。三菱自動車工業株式会社が運営する企業立病院。

## 沿革
1944年1月に現在地に建設された「京都三菱病院」をその起源とする。その後1965年7月に現在の名称に変更された。

### 年表
- 1946年（昭和21年）10月 - 三菱重工業株式会社の企業立病院「京都三菱病院」として、現在地に開設。
- 1965年（昭和40年）7月 - 「三菱京都病院」に名称を変更。
- 1970年（昭和45年）4月 - 三菱重工業株式会社より三菱自動車工業株式会社が分離し、三菱自動車工業株式会社の附属病院となる。
- 1997年（平成9年）5月 - 人間ドックセンターを開設。
- 2004年（平成16年）8月 - 救急告示医療機関に認定される。
- 2012年（平成24年）9月 - ブレストセンターを開設。
- 2021年（令和3年）11月 - 病院機能評価3rdG:Ver.2.0に認定される。

## 保険指定施設
- 地域周産期母子センター
- 京都府がん診療推進病院
- 救急告示指定

## 診療科

### 診療科一覧
| - 総合内科 - 腫瘍内科 - 腎臓内科 - 糖尿病内科 - 呼吸器外科 - 心臓血管外科 - 新生児科 - 乳腺外科 - 整形外科 - 眼科 - 放射線科 - 麻酔科 | - 消化器内科 - 緩和ケア内科 - 神経内科 - 呼吸器・アレルギー科 - 心臓内科 - 小児科 - 消化器外科 - 泌尿器科 - 産婦人科 - 皮膚科 - 歯科口腔外科 - リハビリテーション科 |

### 診療センター
| - 透析センター - ブレストセンター - 人間ドックセンター |

## 交通アクセス
- 阪急京都線桂駅 徒歩約15分
- 京都市バス73号系統・上桂前田町バス停 下車徒歩3分
- 京阪京都交通バス21系統・上桂前田町バス停 下車徒歩3分